# Thomas Steiner (Politiker)

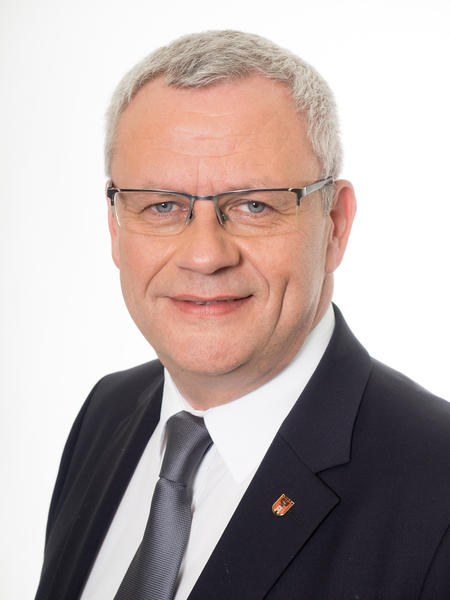
Thomas Steiner (2017)

Thomas Steiner (* 27. Jänner 1967) ist ein österreichischer Politiker (ÖVP) und Jurist. Er ist seit 2010 Abgeordneter zum Burgenländischen Landtag und seit 2011 Bürgermeister der burgenländischen Landeshauptstadt Freistadt Eisenstadt. Von 2015 bis 2020 war er Landesparteiobmann der ÖVP Burgenland.
Von 1996 bis 2010 war Steiner im Dienst der Burgenländischen Landesregierung, wobei er zuletzt das Büro des Landeshauptmann-Stellvertreters leitete.

## Leben
Thomas Steiner ist der Sohn des Volksschuldirektors Matthias Steiner und seiner Frau Magdalena, geb. Karner. Er wuchs mit seinen fünf Geschwistern in Podersdorf und Loretto auf, ehe er nach Eisenstadt übersiedelte. Von 1973 bis 1977 besuchte er die Volksschule in Loretto, danach das Bundesrealgymnasium in Eisenstadt, wo er 1985 seine Matura mit ablegte. Im Anschluss studierte Steiner an der Rechtswissenschaftlichen Fakultät der Universität Wien (Juridicum Wien) und schloss sein Studium 1991 mit dem akademischen Grad Mag. iur. ab. Seinen Präsenzdienst leistete er nach dem Studium beim österreichischen Bundesheer. 
Steiner lebt in Eisenstadt, er ist seit 1992 mit Andrea Steiner verheiratet und Vater eines Sohnes. Am 7. April 2017 war Steiner Augenzeuge des Terroranschlags in der schwedischen Hauptstadt Stockholm, bei dem vier Menschen getötet und 15 zum Teil schwer verletzt wurden.

## Berufliche und politische Laufbahn
Nach seinem Studium der Rechtswissenschaften trat Steiner 1991 als Vertragsbediensteter in den Dienst des Amts der Burgenländischen Landesregierung ein.
Zwischen 1991 und 1996 war er Klubsekretär des ÖVP-Landtagsklubs, von 1996 bis 2000 Mitarbeiter im Büro des Landeshauptmann-Stellvertreters. Von 2000 bis 2010 leitete Steiner das Büro des Landeshauptmann-Stellvertreters Franz Steindl.
Seine politische Karriere begann Steiner 1990 als Obmann in der Jungen ÖVP. Er war danach ab 2007 Gemeinderat in Eisenstadt und wurde im selben Jahr Bezirksobmann-Stellvertreter des ÖAAB Eisenstadt. Zudem wurde er 2008 zum ÖVP-Stadtparteiobmann von Eisenstadt und zum Klubobmann der ÖVP-Gemeinderäte gewählt. Seit dem 24. Juni 2010 vertritt er die ÖVP im Burgenländischen Landtag, wobei er die Funktion des Bereichssprechers für Verwaltung und Verfassung und seit 2015 für Verkehr und Infrastruktur innehat.

### Bürgermeister von Eisenstadt
Thomas Steiner ist der 13. Bürgermeister der Landeshauptstadt Freistadt Eisenstadt. Er war seit 2007 Gemeinderat von Eisenstadt, 2011 übernahm er von Andrea Fraunschiel das Bürgermeisteramt. Dabei steht für ihn das stetige Wachstum der Stadt im Fokus: Zwischen 2001 und 2011 stieg die Bevölkerungszahl um 16 Prozent. Daraus folgte die Schwerpunktsetzung in den Bereichen Bildung, Verkehr und Infrastruktur.
Im Jahr 2013 startete unter Einbeziehung der Bevölkerung und Experten die Ausarbeitung des Stadtentwicklungsplanes STEP 2030, der ein Leitbild für die weitere Entwicklung der Stadt darstellt.
Die Planung für die Einführung des Stadtbusses hatte 2015 begonnen, Ende 2016 nahmen vorerst drei Buslinien den Betrieb auf, mittlerweile kam eine vierte Linie dazu. Zur Hebung der Lebensqualität und auch des Bewusstseins für die Stadt wurden zahlreiche Initiativen in den Bereichen Umwelt, Gesundes, Sicherheit und Soziales gesetzt. Projekte wie „Blühendes Eisenstadt“ mit Blumenwiesen zum Selberpflücken, „Sauberes Eisenstadt“ oder „Eisenstadt tut mir gut“ prägen mittlerweile das Stadtbild.
Bei den Gemeinderats- und Bürgermeisterwahlen am 1. Oktober 2017 wurde Steiner mit 60,33 % in seiner Funktion als Bürgermeister bestätigt.

### Landesparteiobmann der ÖVP Burgenland
Steiner übernahm die ÖVP Burgenland am 4. Juni 2015 als geschäftsführender ÖVP-Chef und wurde am 14. November 2015 vom Landesparteitag mit 97,6 Prozent der Stimmen bestätigt. Er folgte in dieser Funktion Franz Steindl nach. Aufgrund einer Koalition der SPÖ mit der FPÖ nach der Landtagswahl 2015 befand sich die ÖVP Burgenland erstmals seit 1945 nicht in der Burgenländischen Landesregierung, sondern in Opposition.
Unter Steiner als Landesparteiobmann schlug die ÖVP einen Reformkurs ein und positionierte sich im Burgenland neu. Damit schloss sie sich dem neuen Weg der Bundes-ÖVP unter Sebastian Kurz an und firmiert seit 2018 unter dem Namen die Neue Volkspartei Burgenland und der Parteifarbe Türkis. Die Bürgerbüros wurden zu Regionalbüros zusammengelegt und ein „Plan für das Burgenland“ erstellt.
Unter Steiner konnte die ÖVP Burgenland bei landesweiten Wahlen dazu gewinnen, +6,04 % bei der Nationalratswahl 2017 und +4,04 % bei den Europawahlen 2019, wobei bei dieser Wahl die ÖVP erstmals seit 1964 im Burgenland Platz 1 vor der SPÖ belegte.
Bei der vorgezogenen burgenländischen Landtagswahl am 26. Jänner 2020 trat Steiner als Spitzenkandidat der Neuen Volkspartei Burgenland an. Danach folgte ihm Christian Sagartz als ÖVP-Landesparteiobmann.